# Nicolas Abraham
Pour les articles homonymes, voir Abraham (patronyme) et Nicolas Abraham (homonymie).
Dans le nom hongrois Ábrahám Miklós, le nom de famille précède le prénom, mais cet article utilise l’ordre habituel en français Miklós Ábrahám, où le prénom précède le nom.
Nicolas Abraham, né Miklós Ábrahám le 23 mai 1919 à Kecskemét et mort le 18 décembre 1975 à Paris, est un psychanalyste français d'origine hongroise.

## Biographie
Il naît dans une famille juive orthodoxe et lettrée, son père est rabbin et imprimeur. En 1938, il fuit la montée du nazisme et se réfugie à Paris, où il fait des études de philosophie à l'université, devenant un spécialiste de la phénoménologie d’Husserl. Il devient chercheur au CNRS, dans la section esthétique, et se forme comme psychanalyste à la Société psychanalytique de Paris. Durant la Seconde Guerre mondiale, il se réfugie en zone libre. Il se marie une première fois en 1946 et a deux fils, puis il rencontre Maria Török, également d'origine hongroise, installée en France après-guerre, qui devient sa compagne de vie et de recherches. Maria Török poursuit l’œuvre entreprise après la mort de Nicolas Abraham, en 1975.
Il n'est jamais accepté comme membre adhérent de la Société psychanalytique de Paris, dont il reste membre affilié : en effet, il se montre  rapidement comme dissident à l'égard de l'orthodoxie freudienne et sa cure didactique n'est pas reconnue.
Maria Torok et Nicolas Abraham se lient d’amitié avec Jacques Derrida en 1959, partageant avec lui un goût pour la philosophie et l'analyse des textes freudiens.

## Recherches
Nicolas Abraham étudie la métapsychologie freudienne tout en restant proche des orientations de Sandor Ferenczi, dont il reprend le concept d'incorporation, qu'il relie au traumatisme. 
Avec Maria Torok, ils étudient particulièrement et d'une façon inédite les questions liées à la pratique et à la théorie psychanalytiques. Ils investiguent des notions clés :
- Le secret de famille, transmis d'une génération à l'autre (théorie du fantôme);
- l'impossibilité du deuil, par suite d'irruptions d'éléments liés à la honte (maladie du deuil);
- l'identification à un autre (incorporation);
- l'enterrement d'un vécu inavouable (la crypte).

Les travaux d'Abraham étudient particulièrement les notions liées au trauma. Il déplace l'attention analytique traditionnellement tournée vers les éléments œdipiens ou la castration vers un vécu beaucoup plus précoce dans la vie de l'enfant. 
Ses travaux le font connaître, avec la publication posthume du Verbier de l’Homme au loups (1976), composé en collaboration avec Maria Török et préfacé par Jacques Derrida. Il s'agit d'un commentaire du cas de l'Homme aux loups, dont le cas a été publié par Freud. Il souligne les questions liées au polyglottisme de l'Homme aux loups dont la langue maternelle est le russe, mais qui a été élevé par une nourrice anglophone et qui réalise sa cure avec Freud en allemand. À cela s'ajoute, selon les auteurs, la langue française, une « crypte » qui constitue le moi clivé du patient et la clé de son inconscient.
Nicolas Abraham est également le traducteur et le commentateur du Livre de Jonas, ouvrage du poète hongrois Mihály Babits.

## Postérité
Un prix biannuel qui porte leur nom est attribué par l’Association européenne Nicolas Abraham et Maria Török, à un ouvrage ou un travail de recherche réalisé en français au cours des deux années précédentes. Il est attribué pour la première fois en 2002. Les qualités théoriques et l’intérêt clinique des travaux présentés sont pris en considération, mais aussi leur caractère innovant.

## Publications
- Jonas et le cas Jonas, Paris, Flammarion, 1999.
- Rythmes : De la philosophie, de la psychanalyse et de la poésie, préface de Nicholas Rand, Paris, Flammarion (2e éd.), 1999  (ISBN 978-2082125314).
- L'Écorce et le noyau,  Paris, Flammarion, 1978.
- Le Verbier de l'homme aux loups, avec Maria Torok, Paris, Flammarion, 1976.
- Anasémies, avec Maria Torok, 1976.